# Babalimnichus splendens
Babalimnichus splendens är en skalbaggsart som beskrevs av Carles Hernando och Ignacio Ribera 2003. Babalimnichus splendens ingår i släktet Babalimnichus och familjen lerstrandbaggar. Inga underarter finns listade i Catalogue of Life.